# Walworth County, South Dakota
Walworth County är ett administrativt område i delstaten South Dakota, USA, med 5 438 invånare. Den administrativa huvudorten (county seat) är Selby. 

## Geografi
Enligt United States Census Bureau har countyt en total area på 1 928 km². 1 833 km² av den arean är land och 94 km² är vatten. 

### Angränsande countyn
- Campbell County, South Dakota - nord
- Edmunds County, South Dakota - ost
- Potter County, South Dakota - syd
- Dewey County, South Dakota - sydväst
- Corson County, South Dakota - nordväst